# Edvard Gille
Jacob Edvard Gille, född den 10 augusti 1814 i Stockholm, död där den 8 november 1880, var en svensk tonsättare och kyrkomusiker.

## Biografi
Gille arbetade efter avslutade studier i flera av Stockholms ämbetsverk. Han var notarie vid Stockholms stads bokauktionskammare 1850-1876. Han var även organist och sångledare i katolska kyrkan i Stockholm och en tid dirigent vid Mindre teatern. År 1845 blev han associerad och 1865 fullvärdig ledamot av Musikaliska akademien. Som musiker saknade han formell utbildning. Eftervärldens dom över Gilles kompositioner har varit hård: de har ansetts sakna konstnärligt värde, även om de är skickligt ihopsatta. Alla instämmer dock inte i det omdömet och en del av hans musik spelas ännu, mer än hundra år efter hans död.

## Verk
- Operor: Masken (1845), Abraham (1854), Lamech med svärdet (1855) och Allt för kungen.
- Operetten Kvinnolist eller Den lurade kadin (1875)
- Scenmusik till Douglas (1856), Oehlenschlägers Axel och Valborg (1856), Ludvig Josephsons Brage i Valhall (1862) och Victorien Sardous Många vänner, lite vänskap (1862).
- Körverk: nio mässor, oratoriet Guds lof, Konung Davids 51:a psalm, Stabat Mater (1844), kantaten Höstjakten (1846), Gustaf Adolfs död (1846), rekviem (1851) och Te Deum (1864).
- Övriga verk: fem symfonier, konsertouvertyrer, kammarmusik, varav fem stråkkvartetter, två stråktrios, pianosextett och fyra pianotrios samt pianostycken och sånger.

Gille utgav även och bearbetade teoretiska skrifter och skolor, såsom Liten violskola efter Rode och Kreutzer och Liten violoncellskola efter Dotzauer och Merk.